# Yponomeuta evonymella
Yponomeuta evonymella es una especie de polilla del género Yponomeuta, familia Yponomeutidae, orden Lepidoptera. Fue descrita científicamente por Linnaeus en 1758.

## Descripción
La envergadura es de 16-25 milímetros.

## Distribución
Se distribuye por Países Bajos, Finlandia, Reino Unido, Irlanda del Norte, Suecia, Noruega, Alemania, Austria, Dinamarca, Francia, Rusia, 
Luxemburgo, Estonia, Suiza, Italia, Ucrania, Lituania, Corea, Polonia, Chequia, Portugal, Bélgica, España, Pakistán, Hungría, Bielorrusia, Kazajistán, Eslovaquia, Armenia, Bosnia y Herzegovina, Liechtenstein, Letonia, Moldavia, Rumania, Serbia, Eslovenia y Estados Unidos.

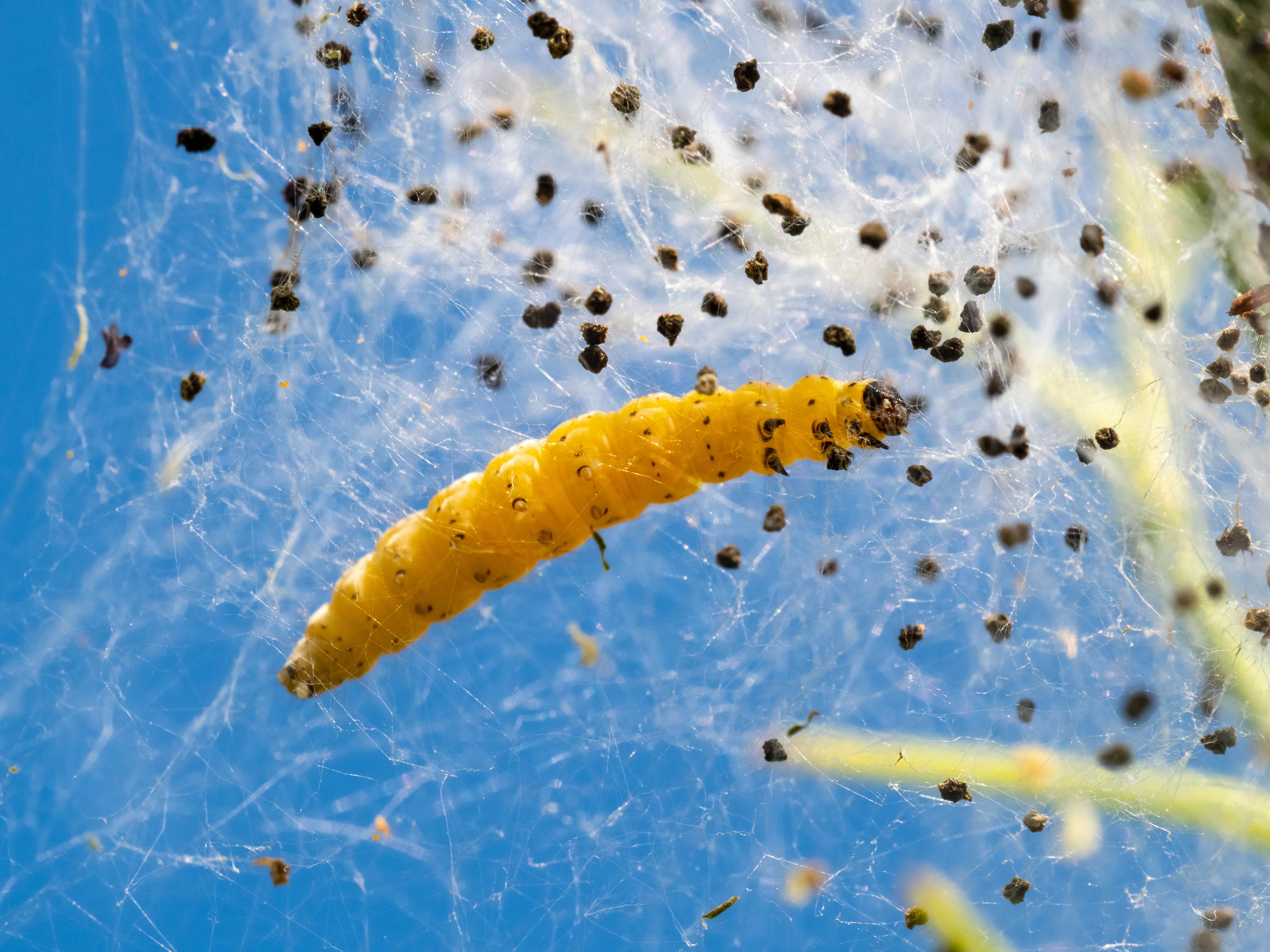
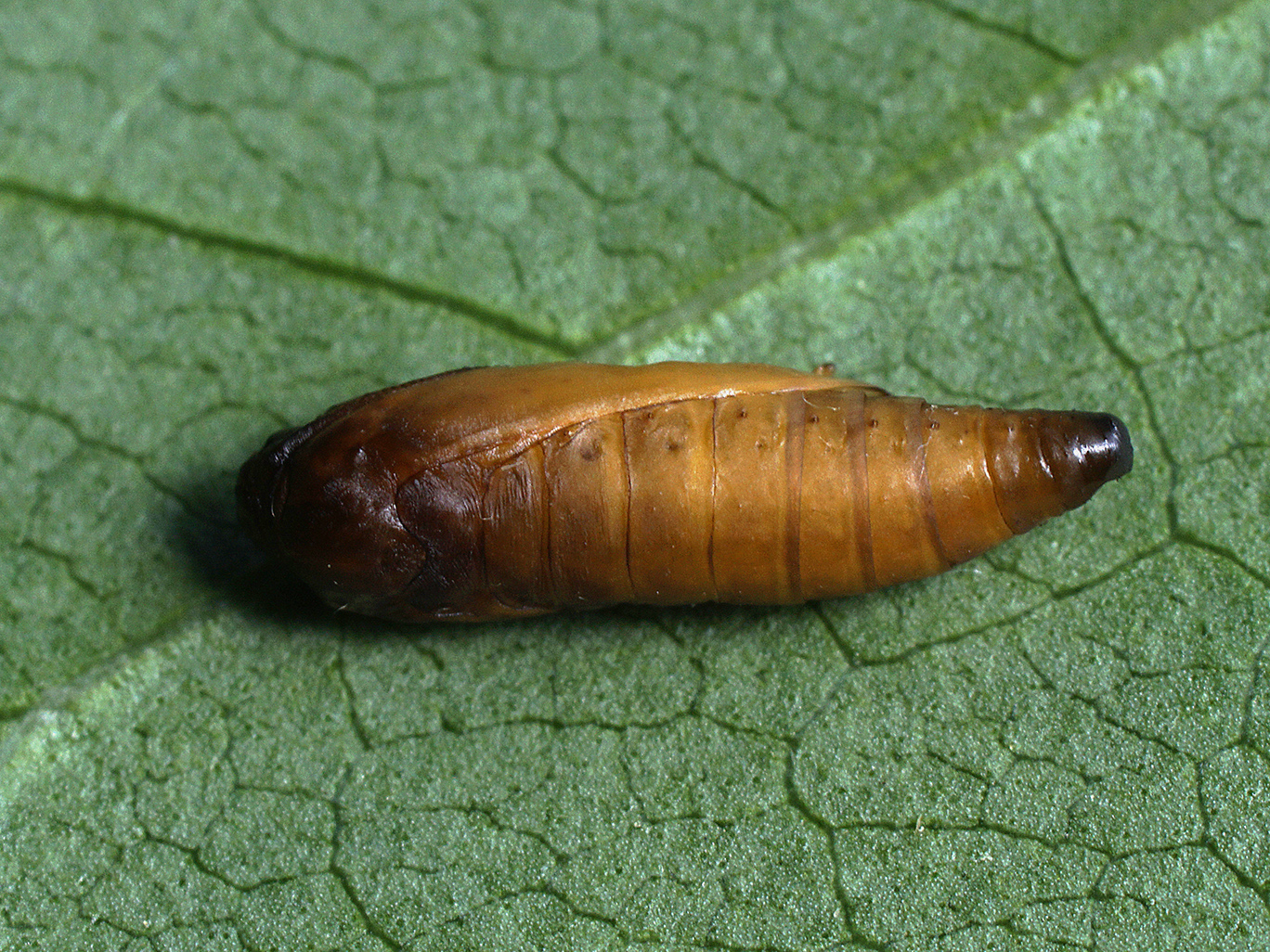
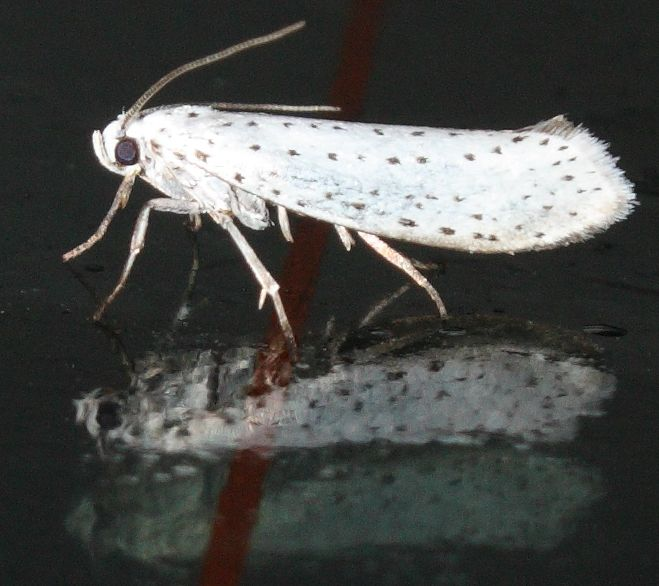
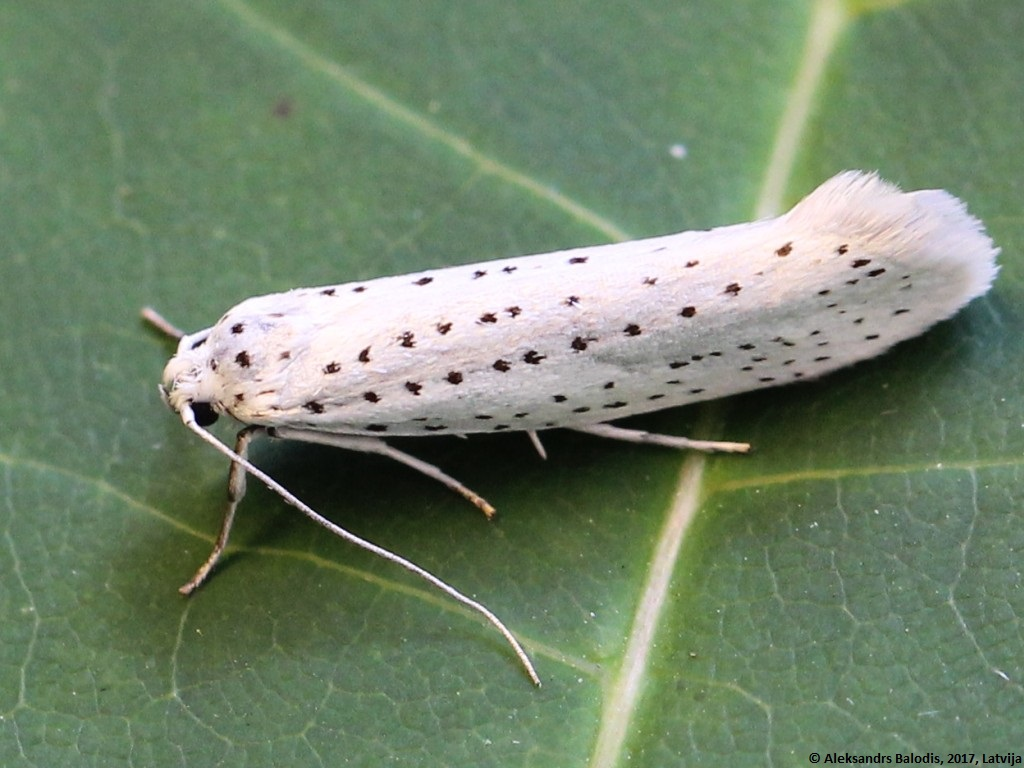
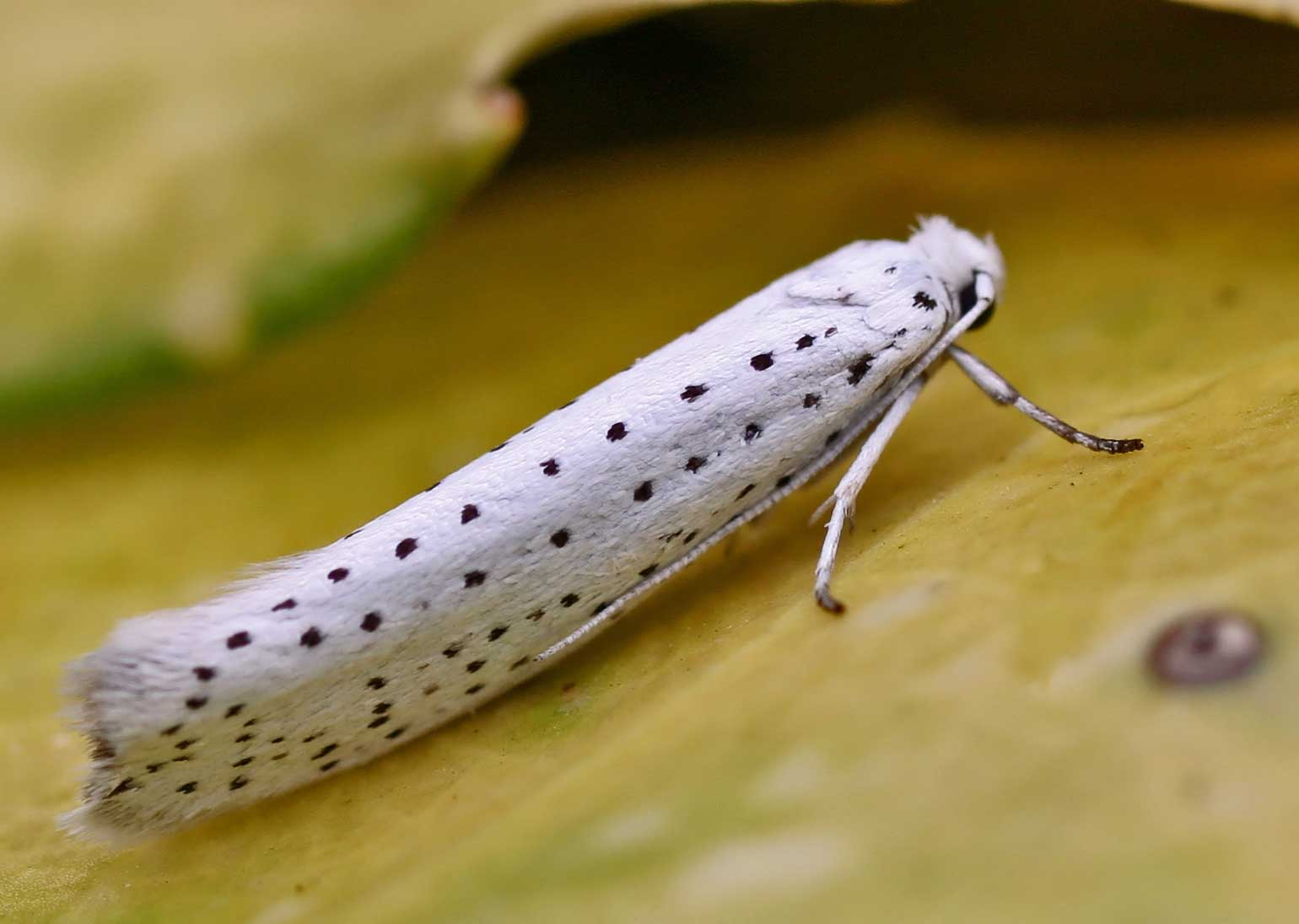